# Schardenberg
Schardenberg là một đô thị thuộc huyện Schärding thuộc bang Oberösterreich, Áo. Đô thị Schardenberg có diện tích 32 km², dân số thời điểm năm 2006 là 2306 người.